# Ralf Urban
Ralf Urban (* 6. Oktober 1943 in Wegscheid) ist ein deutscher Althistoriker und Hochschullehrer.
Ralf Urban, Sohn von Anneliese Urban, geborene Sahm, und des Kaufmanns Hans Urban, studierte nach dem Abitur am Burggymnasium Essen (1964) und dem Grundwehrdienst (bis 1965) von 1965 bis 1971 Geschichte, Latein und Byzantinistik an den Universitäten Bochum und München. 1969 heiratete er Inès Michard. Aus der Ehe gingen die Kinder Rainer und Eva hervor. In München wurde er 1971 bei Hermann Bengtson promoviert mit einer Dissertation zum Thema Historische Untersuchungen zum Domitianbild des Tacitus. Bis 1978 folgte eine Zeit als wissenschaftlicher Assistent an der Universität München, wo er sich auch 1977 bei Bengtson mit einer Arbeit zu Wachstum und Krise des Achäischen Bundes. Quellenstudien zur Entwicklung des Bundes von 280 bis 222 v. Chr. habilitierte. Von 1978 bis 1995 war Urban Professor für Alte Geschichte an der Universität Trier, von 1995 bis zum Wintersemester 2008/09 hatte er den Lehrstuhl für Alte Geschichte an der Universität Erlangen-Nürnberg inne, wo Hans-Ulrich Wiemer sein Nachfolger wurde.
Urban arbeitet zur antiken Historiographie, zur griechischen Geschichte der klassischen und der hellenistischen Zeit, der Geschichte der römischen Republik und der Kaiserzeit sowie dem römischen Fremdenbild. Seit über zehn Jahren beschäftigt er sich in Fortsetzung eines über ein Jahrzehnt lang unterhaltenen Projekts der DFG (Sonderforschungsbereich 235) mit dem Projekt „Das Gallier- und Germanenbild der Römer im Vergleich“. Urban war von 1981 bis 1998 Mitherausgeber der Reihe Trierer historische Forschungen (Bände 1–39).

## Schriften (Auswahl)
- Historische Untersuchungen zum Domitianbild des Tacitus. München 1971 (München, Universität, Dissertation, 1971).
- Wachstum und Krise des Achäischen Bundes. Quellenstudien zur Entwicklung d. Bundes von 280 bis 222 v. Chr. (= Historia. Einzelschriften. H. 35). Steiner, Stuttgart 1979, ISBN 3-515-02861-7.
- Der „Bataveraufstand“ und die Erhebung des Iulius Classicus (= Trierer historische Forschungen. Bd. 8). THF – Verlag Trierer Historische Forschungen, Trier 1985, ISBN 3-923087-07-1.
- Der Königsfrieden von 387/86 v. Chr. Vorgeschichte, Zustandekommen, Ergebnis und politische Umsetzung (= Historia. Einzelschriften. H. 68). Steiner, Stuttgart 1991, ISBN 3-515-05924-5.
- Gallia rebellis. Erhebungen in Gallien im Spiegel antiker Zeugnisse (= Historia. Einzelschriften. H. 129). Steiner, Stuttgart 1999, ISBN 3-515-07383-3.